# Людовик I Великий
Людовик Великий (венг. I. (Nagy) Lajos), согласно венгерской традиции Лайош Великий, согласно польской Людвик Венгерский пол. Ludwik Węgierski; 5 марта 1326, Вишеград, Пешт — 10 сентября 1382, Трнава) — король Венгрии с 16 июля 1342 года (коронация 21 июля 1342 года под именем Лайоша I), король Польши с 17 ноября 1370 года до момента своей кончины. Происходил из Анжуйской (Анжу-Сицилийской) династии.
Людовик Великий был одним из самых известных правителей Европы эпохи Позднего Средневековья, расширив владения своего государства от Адриатики до Черного моря и почти до Балтики на севере. В числе его вассалов были правители Боснийского княжества, Сербии, Валахии, Молдавии и Болгарии. Довольно много времени он провёл в войнах с Венецианской республикой, а также был одним из претендентов на корону Неаполитанского королевства. Людовик стал одним из первых правителей Европы, вступивших в противостояние с турками-османами. За годы его правления средневековая Венгрия достигла пика своего политического влияния.

## Биография

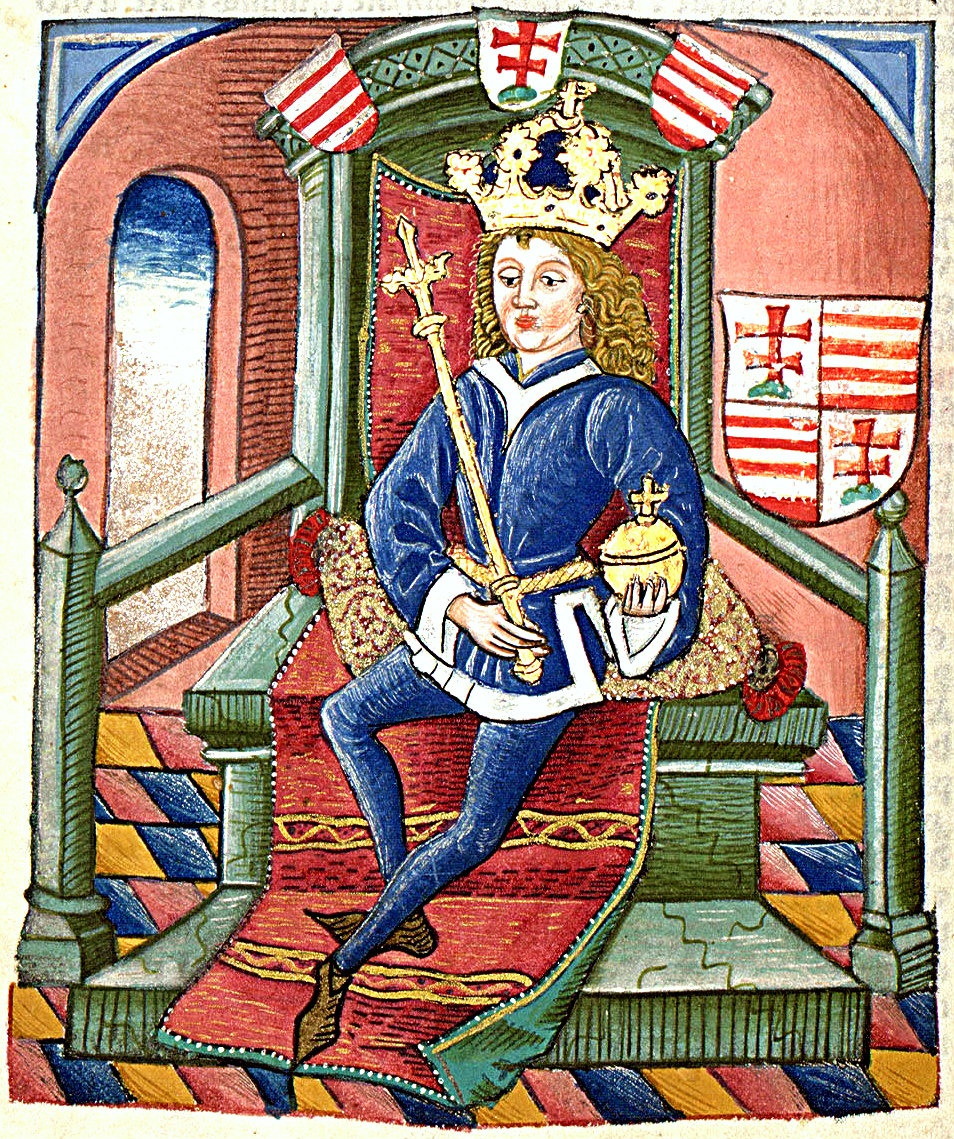
Лайош I Великий. Ксилография из аугсбургского издания «Хроники венгров» Яноша Туроци (1488)

Герб (по часовой стрелке, начиная слева сверху): родительский (Венгрия — полосы Арпада — Анжу-Сицилийский дом), Польша, Далмация, и Венгрия (двойной крест).

Людовик был сыном венгерского короля Карла Роберта (происходившего из неаполитанской Анжуйской династии) и Елизаветы, дочери Владислава Локотка и сестры Казимира III Великого, последнего короля Польши из династии Пястов. Венгерскую корону Людовик I получил после смерти своего отца в 1342 году, но в молодости руководствовался советами матери.

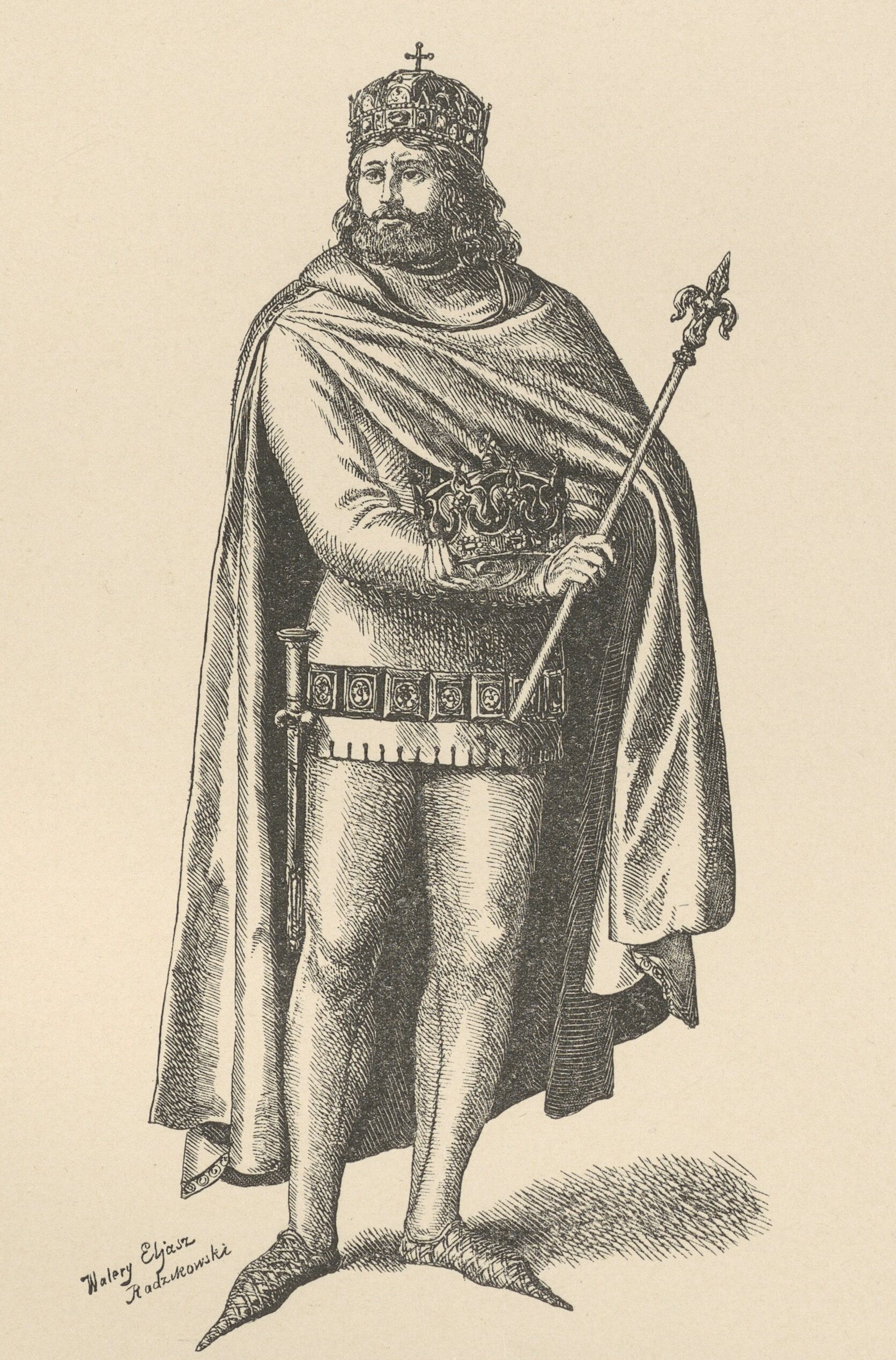
Польский король Людовик I Венгерский. Худ. Валери Элиаш-Радзиковский (1893)

В 1347—1348 годах он предпринял поход в Неаполь с целью мести за умерщвлённого там брата Андрея Венгерского, но прочного успеха не имел, главным образом из-за вспыхнувшей эпидемии чёрной смерти.
В 1350 году он повторил свой поход, покорил Неаполь и передал управление им своей матери, а сам обратил главное внимание на Далмацию, находя, что она важнее для Венгрии, чем Италия.
За обладание Далмацией Лайошу I пришлось вести упорную борьбу с венецианцами, но, наконец, он сломил их и заставил в 1358 году признать Далмацию за Венгрией.
В 1365 году он двинулся против болгарского царя Иоанна Шишмана и завоевал Видин, но не мог удержаться здесь, так как Шишман объединился с турками-османами. Последние при Людовике не тревожили Венгрию, поскольку были заняты боевыми действиями против Византии.
После смерти Казимира III Великого в 1370 году Людовик I, как сын сестры бездетного Казимира, беспрепятственно получил польскую корону. Таким образом пределы соединённых владений Людовика I простирались от Балкан до Балтийского моря и от побережья Чёрного моря до Адриатики.
В 1376 году литовские князья-братья Кейстут и Любарт Гедиминовичи вместе со своим племянником Юрием Наримунтовичем совершили поход на Малопольшу, дойдя до Сандомира и Тарнува.
В 1377 году в результате ответного похода Людовика Великого Юрий Наримунтович лишился своих владений.  Крепости Грабовец, Хелм, Белз, Городло, Всеволож были присоединены к владениям Людовика Великого. Юрий Наримунтович сохранил за собой только Любачув.
Людовик I издал ряд законоположений как о правах короны, так и о правах подданных; последним он оставил местное самоуправление; за дворянами обеспечил обладание поместьями; много сделал для крестьян, заменив работы на помещиков натуральной повинностью в количестве 1/9 крестьянского дохода с земли; заботился о благосостоянии городов, наделяя их привилегиями, дарил им леса и земли, окружал стенами и украшал зданиями.
Буда при Людовике I стала столицей государства вместо Вишеграда. Все это вместе с покровительством короля духовенству и его заботами о распространении среди венгров образования (устройство школ, основание в 1367 году академии) сделало его весьма популярным в Венгрии.
Иначе к нему относились в Польше, может быть, потому, что сам Лайош I постоянно жил в Венгрии (вернее, на территории современной Словакии, входившей в Венгерское королевство), мало заботился о происходивших в Польском королевстве смутах и спорах из-за власти, постоянно требовал от него денег и, наконец, отторгнул земли Червонной Руси от Польши, присоединив её к Венгрии.

## Семья
Людовик Великий был дважды женат (на Маргарите Люксембургской, а после её скорой кончины — на Елизавете Боснийской), но не имел сыновей. От Елизаветы он имел трёх дочерей — Екатерину, Марию и Ядвигу.
Стараясь сохранить целость государства, король объявил единственной наследницей свою старшую дочь Марию, помолвленную с Сигизмундом, сыном императора Карла IV Люксембургского. Но вслед за смертью Людовика I в 1382 году началась борьба за власть, и огромная Анжуйская монархия распалась (Ядвига стала королевой Польши, а Мария — Венгрии).

## Галерея

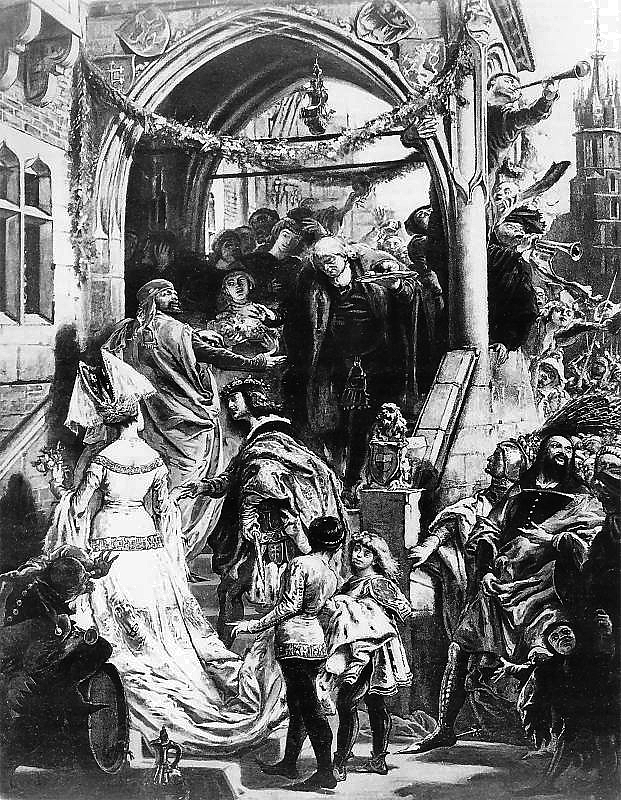
Праздник у Вержинека. Картина Яна Матейко
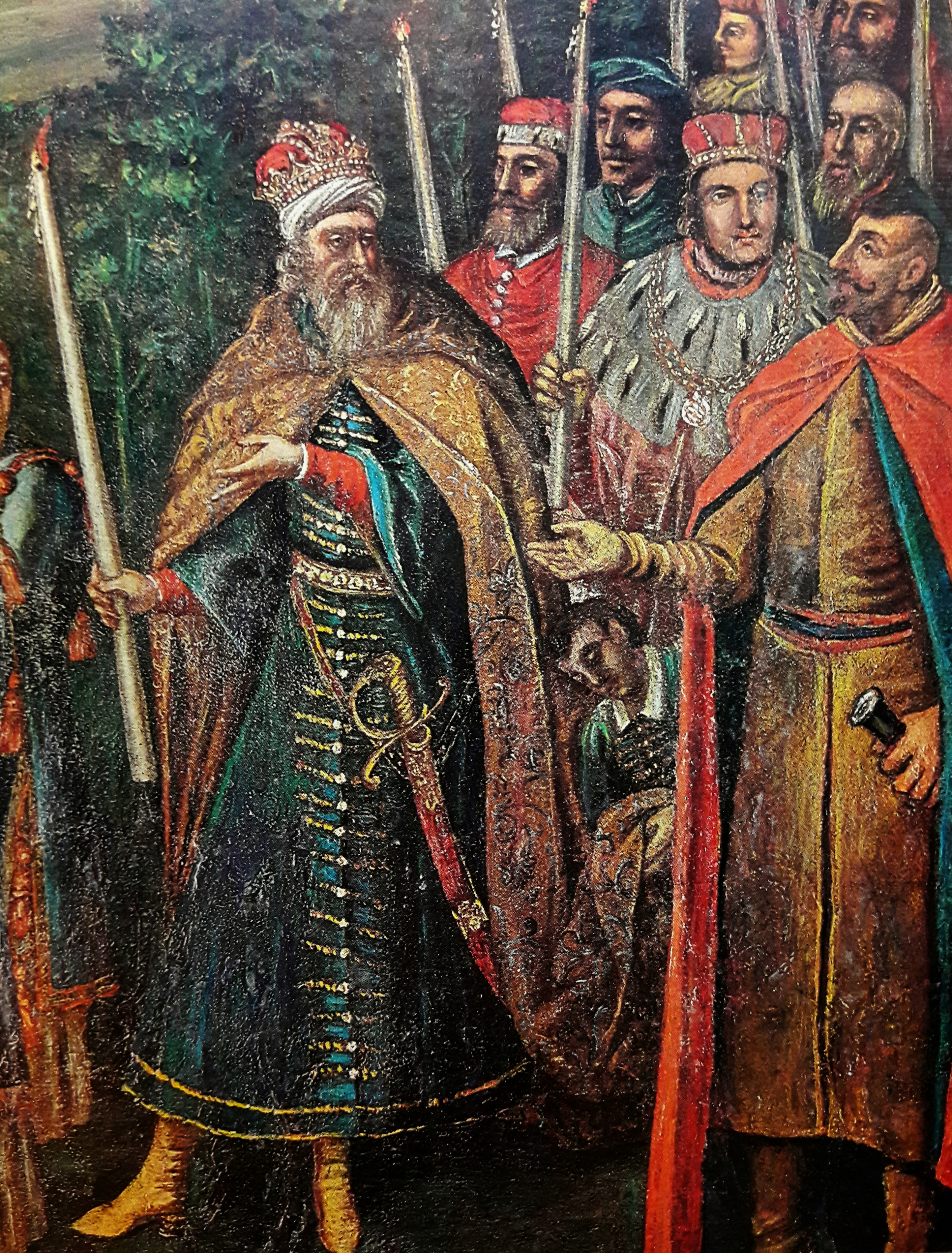
Перенос мощей апостола Павла